# Pantagruel (journal)
Pour les articles homonymes, voir Pantagruel.
Pantagruel est un des premiers journaux clandestins d'information de français sous la censure de la Seconde Guerre mondiale. Rédigé par un imprimeur et éditeur de musique parisien, Raymond Deiss, il paraît dès octobre 1940. Il y aura 16 numéros avant l'arrestation de Deiss en octobre 1941.

## Historique
La plupart des numéros sont composés au premier étage de la librairie Firmin Didot, par deux linotypistes, les frères Blanc, René et Robert. Il y aura des numéros dactylographiés et des copies dactylographiées de numéros dont certains ne sont que de simples tracts.
Pantagruel est créé et diffusé par l'Armée Volontaire de René Lhopital dont les militants fournissent des articles et par le groupe de Robert Guédon, Combat Zone Nord, qui n'assure que la diffusion. Ces deux mouvements sont démantelés à partir de janvier 1942.
Arrêtés, les frères Blanc sont déportés à Essen, dans le convoi du 10 décembre 1941, en application du décret Nacht und Nebel. René Blanc est emprisonné à Wittlich, Breslau et Waldheim où il meurt, le 21 janvier 1945. Robert Blanc est emprisonné à Wittlich, Breslau, Brieg et Sachsenhausen où il meurt, le 9 février 1945.

## Sources
- Henri Michel: Paris Résistant, Albin Michel, Paris, 1982